# Дуглас, Джон Шолто, 9-й маркиз Куинсберри
Джон Шолто Дуглас, 9-й маркиз Куинсберри (англ. John Sholto Douglas, 9th Marquess of Queensberry; 20 июля 1844, Флоренция — 31 января 1900) — шотландский аристократ. Сын Арчибальда Вильяма Дугласа (1818—1858), 8-го маркиза Куинсберри и его жены Кэролайн Маргарет Клэйтон (?—1904), дочери 5-го баронета Клэйтон.
Несмотря на свой древний род, Куинсберри мало походил на аристократа — он был малообразованным и отличался буйным нравом (бил жену и детей), за что получил прозвище «Багровый маркиз». Репутация у него была тоже не самая лучшая из-за любви к грубым развлечениям вроде запрещённого тогда бокса, для которого он даже придумал правила (от 1867 года).

## Роль в судьбе Уайльда
Именно маркиз Куинсберри собрал достаточно улик, чтобы Оскара Уайльда обвинили в непристойном поведении и отправили в тюрьму. Маркизу очень не нравилась так называемая дружба между его третьим сыном Альфредом и Уайльдом (особенно после того, как в руки отцу попали несколько двусмысленных писем к сыну (Уайльд просто не успел выкупить их у шантажиста). Дело в том, что старшего сына Куинсберри Фрэнсиса (который, если верить «De profundis» Уайльда, был фактическим главой семьи вместо полубезумного отца), несмотря на то, что тот был помолвлен, подозревали в связи с его непосредственным начальником — министром иностранных дел Арчибальдом Филиппом Примроузом, 5-м графом Розбери, у которого Фрэнсис служил секретарём. Закончилась история трагически: Фрэнсиса нашли застреленным. Было ли это самоубийство, несчастный случай или тщательно замаскированное убийство, установить так и не удалось.
Альфред винил отца в смерти брата и решил во что бы то ни стало засадить маркиза в тюрьму. Вскоре представился случай: маркиз, давно преследовавший «соблазнителя» сына, врывавшийся в дом Уайльда с угрозами и даже пытавшийся устроить скандал на премьере «Как важно быть серьёзным», оставил Уайльду визитную карточку с провокационной надписью: «Позёру и содомиту». Альфред уговорил своего возлюбленного подать на маркиза в суд за клевету. Однако маркиз нашёл с помощью детектива 12 свидетелей, готовых подтвердить своё близкое знакомство с Уайльдом, так что ему пришлось отозвать иск, а вскоре появиться в суде уже в качестве обвиняемого в непристойном поведении. Приговор был обвинительным: два года каторжных работ. Куинсберри не стремился именно посадить Уайльда. После того как маркиза признали невиновным в клевете, он сказал Оскару: «Сам можешь бежать, но если возьмешь с собой сына — пристрелю тебя, как собаку». Многие друзья тоже уговаривали Уайльда уехать, но тот отказался и попал на каторгу. По легенде, умер маркиз от удара (инсульта), обнаружив очередное любовное письмо Уайльда к Альфреду (написанное уже после выхода Уайльда из тюрьмы).

## Семья
Был дважды женат. 26 февраля 1866 года вступил в брак с Сибил Монтгомери (ум. 31 октября 1935), внучкой полковника Генри Монтгомери (1765—1830), 1-го баронета. В этом браке родилось четверо сыновей и дочь:
- Фрэнсис Арчибальд Дуглас (3 февраля 1867 — 19 октября 1894), виконт Драмланриг;
- Перси Шолто Дуглас (13 октября 1868 — 1 августа 1920), 10-й маркиз Киунсберри;
- лорд Альфред Брюс Дуглас (22 октября 1870 — 20 мая 1945);
- лорд Шолто Джордж Дуглас (7 июня 1872 — 6 апреля 1942);
- леди Эдит Гертруда Дуглас (31 марта 1874 — 20 июля 1963).

Они развелись в 1887 году. 7 ноября 1893 года маркиз женился второй раз — на Этель Виден (Ethel Weeden). Этот брак был бездетным; как и первый, закончился разводом (1894).